# Ursula Klapper
Ursula Klapper (* 23. Dezember 1935 in Dresden) ist eine deutsche Textildesignerin.

## Leben und Werk
Ursula Klapper absolvierte in Dresden die Erweiterte Oberschule und studierte nach dem Abitur von 1955 bis 1960 in der Fachklasse Textil der Kunsthochschule Berlin-Weißensee. 1958 war sie eine von zwei Studentinnen, die die Hochschule zur Umsetzung ihrer Diplom-Abschlussarbeiten an die bedeutende Weberei Kurt Tannenhauer in Braunsdorf vermittelte. Dabei kamen vier ihrer Design-Entwürfe in die Produktion.
Von 1961 bis 1962 arbeitete Ursula Klapper in Lengenfeld als Entwerferin für bedruckte Textilien im Zentralen Musterbüro der Vereinigung Volkseigener Betriebe (VVB) Baumwolle. Ihre Dekor-Entwürfe wurden u. a. von den Gardinen- und Dekowerken Zwickau und Lieder & Fischer in Zwickau übernommen. Von 1962 bis 1963 war sie Wissenschaftliche Zeichnerin am Institut für Vor- und Frühgeschichte der Deutschen Akademie der Wissenschaften in Berlin. Danach arbeitete sie bis 1972 im Deutschen Modeinstitut (Modeinstitut der DDR). Dort war sie Fachgebietsleiterin und entwarf und kolorierte für den Druck Kleiderstoffe. Von 1972 bis 1978 war sie Entwerferin für bedruckte Dekorationsstoffe im Werk Falkenstein des VEB Plauener Gardine. Der dort von ihr entworfene Dekorationsstoff Mohn und Blätter wurde 1977 auf der VIII. Kunstausstellung der DDR gezeigt.
Ursula Klapper war Mitglied einer Kommission des Amts für industrielle Formgestaltung, die vor der Überführung in die Produktion die Design-Entwürfe gestalterisch bewertete.
Von 1979 bis 1982 arbeitete sie als Entwerferin für Tapeten und Koloristin für den VEB Tapetenfabrik Coswig, anschließend bis 1989 als Gestalterin für Textiltapeten im Werk Dresden des VEB Plauener Gardine und dann im Werk Medingen des VEB Papierfabriken Heidenau. Sie gehörte von 1972 bis 1990 dem Verband Bildender Künstler der DDR an.
Nach der deutschen Wiedervereinigung war sie von 1990 bis zum Rentenbeginn 1995 Mitarbeiterin der Galerie Eylau in Berlin-Kreuzberg. Sie zog dann wieder nach Dresden.

## Ehrungen
- 1984: Gutes Design für die Textiltapeten-Kollektion Klassik
- 1988: Gutes Design für die Textiltapeten-Kollektion Dresden

## Museen und öffentliche Sammlungen mit Arbeiten Ursula Klappers (unvollständig)
- Berlin: Sammlung industrielle Gestaltung im Museum in der Kulturbrauerei
- Leipzig: Grassi Museum für Angewandte Kunst

## Ausstellungen (unvollständig)

### Einzelausstellungen
- 1982: Berlin, Galerie im Turm („Ursula Klapper – Industrieform, Stoffe und Tapeten 1957-1982“)

### Teilnahme an zentralen und wichtigen regionalen Ausstellungen in der DDR
- 1962/1963, 1967/1968, 1977/1978 und 1987/1988: Dresden, Fünfte und VI. Deutsche Kunstausstellung und VIII. und X. Kunstausstellung der DDR
- 1976 und 1985: Berlin, Bezirkskunstausstellungen
- 1983: Berlin, Studioausstellung der Staatlichen Museen („Pflanzen und Tiere im Kunsthandwerk Ostasiens und der DDR“)